# 單德興
單德興（1955年—），生於台灣南投縣，祖籍山東省嶧縣。國立政治大學西洋語文學系畢業，國立台灣大學外文研究所碩士（英美文學）、博士（比較文學），現任中央研究院歐美研究所特聘研究員。曾任中央研究院歐美研究所所長、美國傅爾布萊特訪問學人，國立台灣大學外文系、國立交通大學外文系兼任教授，靜宜大學英文系兼任講座教授，中華民國英美文學學會理事長、中華民國比較文學學會理事長。曾獲行政院國科會外文學門傑出研究獎、教育部學術獎，梁實秋文學獎譯文組首獎、金鼎獎最佳翻譯人獎，國立政治大學傑出校友。研究領域包括比較文學、亞美文學、翻譯研究、文化研究。

## 論著
- 《翻譯與傳播》。台北：書林 。2025。
- 《從文化冷戰到冷戰文化：今日世界的文學傳播與文化政治》。台北：書林 。2022。
- 《訪談的技藝》。高雄：中山大學人文研究中心。2020。
- 《翻譯家余光中》。杭州：浙江大學出版社。2019。
- 《跨界思維與在地實踐：亞美文學研究的多重視角》。台北：書林。2019。
- 《翻譯與評介》。台北：書林。2016。
- 《翻譯與脈絡》。精裝修訂版。北京：清華大學出版社。2016。
- 《論薩義德》。杭州：浙江大學出版社。2013。
- 《薩依德在台灣》。台北：允晨文化。2011。
- 《翻譯與脈絡》。繁體字增訂版。台北：書林。2009。
- 《故事與新生：華美文學與文化研究》。天津：南開大學出版社。2009。
- 《越界與創新：亞美文學與文化研究》。台北：允晨文化。2008。
- 《翻譯與脈絡》。北京：清華大學出版社。2007。
- 《「開疆」與「闢土」──美國華裔文學與文化：作家訪談錄與研究論文集》。天津：南開大學出版社。2006。
- 《重建美國文學史》。北京：北京大學出版社。2006。
- 《反動與重演：美國文學史與文化批評》。台北：書林。2001。
- 《銘刻與再現：華裔美國文學與文化論集》。台北：麥田。2000。

## 翻譯
- 《格理弗遊記》普及版 (Gulliver's Travels)。Jonathan Swift 原作。台北：聯經。2013。
- 《虛空粉碎：聖嚴法師話頭禪法旨要》( Shattering the Great Doubt: The Chan Practice of Huatou) 。聖嚴法師原作。台北：法鼓文化。2011。
- 《無法之法：聖嚴法師默照禪法旨要》(The Method of No-Method: The Chan Practice of Silent Illumination)。聖嚴法師原作。台北：法鼓文化。2009。
- 《禪無所求：聖嚴法師的〈心銘〉十二講》(Song of Mind: Wisdom from the Zen Classic Xin Ming)。聖嚴法師原作。台北：法鼓文化。2006。
- 《權力、政治與文化：薩依德訪談集》(Power, Politics, and Culture: Interviews with Edward W. Said)。Gauri Viswanathan 編輯。台北：麥田。2005；簡體字版，北京：三聯書店，2006。
- 《格理弗遊記》學術譯注版 (Gulliver's Travels)。Jonathan Swift 原作。台北：聯經。2004。
- 《禪的智慧：與聖嚴法師心靈對話》(Zen Wisdom: Conversations on Buddhism)。聖嚴法師原作。台北：法鼓文化。2003；大字版，台北：法鼓文化，2020年9月，372頁。
- 《文學心路：英美名家訪談錄》(Writers at Work)【原《英美名作家訪談錄》修訂版】。台北：書林。1998。
- 《知識分子論》(Representations of the Intellectual)。Edward W. Said 原作。台北：麥田，1997；簡體字版，北京：三聯書店，2002；增訂版，台北：麥田，2004；經典版，台北：麥田，2011。
- 《美國夢的挑戰：在美國的華人》(The Challenge of the American Dream: The Chinese in the United States) 。Francis L. K. Hsu (許烺光) 原作。國立編譯館主譯。台北：南天書局。1997。
- 《跨越邊界：翻譯‧文學‧批評》(New Starts: Performative Topographies in Literature and Criticism)（與陳東榮‧何文敬‧林素英合譯)。J. Hillis Miller 原作。國立編譯館主譯。台北：書林。1995。
- 《近代美國理論：建制‧壓抑‧抗拒》(The Ideological Imperative: Repression and Resistance in Recent American Theory)。Murray Krieger 原作。國立編譯館主譯。台北：書林。1995。
- 《勞倫斯》(Lawrence)。Frank Kermode 原作。台北：聯經。1990。
- 《味吉爾》(Virgil)。Joseph Griffin 原作。台北：聯經。1989。
- 《塞萬提斯》(Cervantes)。P. E. Russell 原作。台北：聯經。1988。
- 《格雷安‧葛林》(Graham Greene)。John Spurling 原作。台北：時報文化。1986。
- 《英美名作家訪談錄》(Writers at Work)。台北：書林。1986。
- 《寫實主義論》(On Realism)。J. P. Stern 原作。台北：成文。1979。
- 《魂斷傷膝河：美國原住民滄桑史》(Bury My Heart at Wounded Knee)。Dee Brown 原作。台北：長河。1977。

## 訪談集
- 《王文興訪談集》。台北：文訊雜誌社。2022。
- 《擺渡人語：當代十一家訪談錄》。台北：書林。2020。
- 《文心學思：當代名家訪談錄》。廣州：廣東人民出版社。2016。
- 《卻顧所來徑：當代名家訪談錄》。台北：允晨文化。2014。
- 《與智者為伍：亞美文學與文化名家訪談錄》。台北：允晨文化。2009。
- 《對話與交流：當代中外作家、批評家訪談錄》。台北：麥田。2001。
- 《朱立民先生訪問紀錄》。單德興、李有成、張力合訪。  台北：中央研究院近代史研究所。1996。

## 其他
- 《法緣‧書緣》。台北：法鼓文化。2021。
- 《禪思‧文思》。台北：法鼓文化。2017。
- 《邊緣與中心》。台北：立緒文化。2007。
- 《我打禪家走過》。台北：法鼓文化。2006。

## 專書編輯
- 《山東過台灣：流亡學生夫妻自傳合集》。台北：自印。2023；增訂版，台北：自印。2024。
- 《華美：華美及離散華文文學論文集》（上下冊）。台北：允晨文化。2020。
- 《華美的饗宴：臺灣的華美文學研究》。台北：書林。2018。
- 《臺灣現當代作家研究資料彙編, 68, 齊邦媛》。台南：國立台灣文學館。2016。
- 《他者與亞美文學》。台北：中央研究院歐美研究所。2015。
- 《全球屬性，在地聲音：《亞美學刊》四十年精選集》(下冊) (與梁志英、唐‧中西合編) 。台北：允晨文化。2013。
- 《全球屬性，在地聲音：《亞美學刊》四十年精選集》(上冊) (與梁志英、唐‧中西合編) 。台北：允晨文化。2012。
- 《再現政治與華裔美國文學》(與何文敬合編)。台北：中央研究院歐美研究所。1996。
- 《文化屬性與華裔美國文學》(與何文敬合編)。台北：中央研究院歐美研究所。1994。
- 《第三屆美國文學與思想研討會論文選集：文學篇》。台北：中央研究院歐美研究所。1993。
- Wolfgang Iser, The Range of Interpretation. Taipei: Institute of European and American Studies, Academia Sinica, 2000.
- J. Hillis Miller, New Starts: Performative Topographies in Literature and Criticism. Taipei: Institute of European and American Studies, Academia Sinica, 1993.
- Murray Krieger, The Ideological Imperative: Repression and Resistance in Recent American Theory. Taipei: Institute of European and American Studies, Academia Sinica, 1993.

## 外部連結
- 單德興（Te-hsing Shan） （页面存档备份，存于），中央研究院歐美研究所